# تاريخ الديناميكا الحرارية

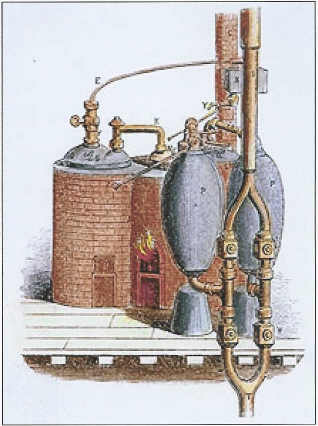

تاريخ الديناميكا الحرارية هو خيط أساسي في تاريخ الفيزياء وتاريخ الكيمياء وتاريخ العلوم بشكلٍ عام. نظرًا لأهمية الديناميكا الحرارية في الكثير من العلوم والتكنولوجيا، فإن تاريخها منسوج بعناية مع تطورات الميكانيكا الكلاسيكية، ميكانيكا الكم، المغناطيسية والكيمياء الحركية، إلى الحقول التطبيقية الأبعد مثل الأرصاد الجوية ونظرية المعلومات وعلم الأحياء (علم وظائف الأعضاء)، والتطورات التكنولوجية مثل المحرك البخاري، محرك الاحتراق الداخلي، التبريد العميق وتوليد الكهرباء. قاد تطور الديناميكا الحرارية النظرية الذرية وقادته على حدٍ سواء. وحفّز أيضًا، وإن كان بأسلوب خفي، اتجاهات جديدة في الاحتمالات والإحصاءات؛ انظر مثلًا للخط الزمني للديناميكا الحرارية.

## التاريخ

### المساهمات من العصور القديمة
اعتبر القدماء الحرارة مرتبطة بالنار. وفي عام 3000 ق.م اعتبر المصريون القدماء الحرارة مرتبطة بالأساطير الأصلية. في التقليد الفلسفي الغربي، بعد نقاش كثير حول المادة الأولية بين فلاسفة ما قبل سقراط، اقترح إيمبيدوكليس نظرية مكونة من أربعة عناصر، تُستمد فيها جميع المواد من الأرض والماء والهواء والنار. ربما يكون عنصر النار لإيمبيدوكليس هو السلف الرئيسي لمفاهيم لاحقة مثل نظرية فلوجيستون ونظرية السيال الحراري. نحو عام 500 ق.م، أصبح الفيلسوف اليوناني هرقليطس مشهورًا باسم فيلسوف «التغير والنار» بسبب مثله القائل: «كل الأشياء تتغير». زعم هيرقليطس أن العناصر الثلاثة الرئيسية في الطبيعة هي النار والأرض والماء.
في الحقبة الحديثة المبكرة، اعتُقد أن الحرارة هي مقياس لسائل غير مرئي، وعُرف هذا باسم السيال الحراري. كانت الجسيمات قادرة على الاحتفاظ بكمية معينة من هذا السائل، مما أدى إلى مصطلح القدرة الحرارية، الذي سُماه وبحثه الكيميائي الإسكتلندي جوزيف بلاك لأول مرة في سبعينيات القرن التاسع عشر.
في القرنين الثامن عشر والتاسع عشر، تخلى العلماء عن فكرة السيال الحراري الفيزيائي، وبدلًا من ذلك فهموا الحرارة كمظهر من مظاهر الطاقة الداخلية للنظام. وتعرف الحرارة اليوم بأنها انتقال الطاقة الحرارية المُختلة. ولكن، على الأقل في اللغة الإنجليزية، استمر استخدام مصطلح القدرة الحرارية. يفضل مصطلح السعة الحرارية في بعض اللغات الأخرى، ويستخدم أحيانًا باللغة الإنجليزية أيضًا.
تعد الذرية جزءًا أساسيًا من العلاقة الحالية بين الديناميكا الحرارية والميكانيكا الإحصائية. وضع المفكرون القدامى مثل ليوكيبوس وديمقراط، ولاحقًا أبيقور خلال تطوير الذرية، الأسس للنظرية الذرية اللاحقة. كانت النظرية الذرية مدفوعة إلى حد كبير باعتبارات فلسفية وحدس علمي، حتى تقديم الدليل التجريبي للذرات في وقت لاحق من القرن العشرين.
يستخدم فيلسوف القرن الخامس قبل الميلاد اليوناني بارمينيدس، في عمله الوحيد المعروف، وهو قصيدة معنونة تقليديًا «في الطبيعة»، منطقًا لفظيًا يفترض أنه لا يمكن أن يحدث فراغ، أو ما يعرف اليوم أساسًا باسم الفضاء في الطبيعة. كان هذا الرأي مدعومًا بحجج أرسطو، ولكن انتقده ليوكيبوس وهيرو السكندري. طُرحت منذ العصور القديمة وحتى العصور الوسطى حجج مختلفة لإثبات وجود فراغ أو عدم وجوده، وبذلت عدة محاولات لبناء فراغ، ولكن ثبت عدم نجاحها جميعًا.
تمكن العلماء الأوروبيون كورنيليوس دريبيل وروبرت فلود وغاليليو غاليلي وسانتوريو سانتوري في القرنين السادس عشر والسابع عشر من قياس «برودة» أو «سخونة» الهواء النسبية، باستخدام مقياس حرارة (أو مكشاف حراري) هواء بدائي. قد يكون هذا قد تأثر بجهاز سابق أمكنه توسيع الهواء وتقليصه صنعه فيلو البيزنطي وهيرو السكندري.
نحو عام 1600، قال الفيلسوف والعالم الإنجليزي فرانسيس بيكون: «الحرارة نفسها، وجوهرها وماهيتها هو الحركة وليس أي شيء آخر». اعتقد غاليليو غاليلي عام 1643، رغم أنه قبل عمومًا تفسير «الامتصاص» لرهاب الخلاء الذي اقترحه أرسطو، أن كراه الطبيعة للفراغ محدود. أثبتت المضخات العاملة في المناجم أن الطبيعة ستملأ الفراغ بالماء لارتفاع 30 قدم تقريبًا. وبمعرفة هذه الحقيقة الغريبة، شجع غاليليو تلميذه السابق إيفانجيلستا تورشيللي للبحث في هذه القيود المفترضة. لم يعتقد تورشيللي أن كره الفراغ (رهاب الخلاء)، بمنطق منظور «الامتصاص» لأرسطو، هو المسؤول عن رفع الماء. بل علله أنه نتيجة لضغط الهواء المحيط على السائل.
لإثبات هذه النظرية، ملأ أنبوبًا زجاجيًا طويلًا (إحدى نهايته مغلقة) بالزئبق وقلبه في طبق يحتوي أيضًا على الزئبق. أُفرغ جزء فقط من الأنبوب؛ وبقي فيه نحو 30 بوصة من السائل. عند إفراغ الزئبق، نشأ فراغ جزئي في أعلى الأنبوب. ومنعته قوة الجاذبية المطبقة عليه من ملء الفراغ.

### الانتقال من الكيمياء إلى الكيمياء الحرارية
نشأت نظرية الفلوجيستون في القرن السابع عشر، في أواخر فترة الكيمياء القديمة. يعد استبدالها بنظرية السيال الحراري في القرن الثامن عشر أحد العلامات التاريخية للانتقال من الكيمياء القديمة (السّيمياء) إلى الكيمياء. كانت فلوجيستون مادة افراضيّة قُدر أنها تحرر من المواد القابلة للاشتعال أثناء الاحتراق، ومن المعادن أثناء عملية الصدأ. وكان من المفترض أيضاً أن يكون السيال الحراري، مثل الفلوجيستون، «مادة» حرارية قد تتدفق من جسم أكثر سخونة إلى جسم أكثر برودة، وبالتالي تسخنه.
نشأت أول تحديات تجريبية جوهرية لنظرية السيال الحراري في عمل رمفورد عام 1798، عندما أظهر أن مدافع الحفر الحديدية أنتجت كميات كبيرة من الحرارة التي نسبها إلى الاحتكاك، وكان عمله من بين أولى الأعمال التي أضعفت نظرية السيال الحراري. ركز تطوير المحرك البخاري الاهتمام على المسعرية وكمية الحرارة الناتجة عن أنواع مختلفة من الفحم. بدأ لافوازييه أول بحث كمي عن التغيرات الحرارية أثناء التفاعلات الكيميائية باستخدام مسعر جليدي بعد بحث أجراه جوزيف بلاك حول الحرارة الكامنة للماء.
قدمت المزيد من الدراسات الكمية التي أجراها جيمس بريسكوت جول عام 1843 وما بعده ظواهر قابلة للتكرار بشكل سليم، وساعدت على وضع موضوع الديناميكا الحرارية على أساس متين. ظل ويليام طومسون مثلًا يحاول شرح ملاحظات جول في مجال السيال الحراري حتى عام 1850. ولكن، بدأت فائدة النظرية الحركية وقوتها التوضيحية بإزاحة نظرية السيال الحراري وسرعان ما عفا عليها الزمن بحلول نهاية القرن التاسع عشر. قدم جوزيف بلاك ولافوازييه مساهمات مهمة في القياس الدقيق للتغيرات الحرارية باستخدام المسعر، وهو الموضوع أصبح يعرف باسم الكيمياء الحرارية.

### الديناميكا الحرارية الظاهرية
- قانون بويل (1662)
- نُشر قانون تشارل لأول مرة بواسطة جوزيف لوي غي لوساك عام 1802، لكنه أشار إلى أعمال غير منشورة لجاك تشارل منذ حوالي عام 1787. ومن المتوقع أن تكون هذه العلاقة بفضل عمل غيوم أمونتونس عام 1702.
- قانون غاي-لوساك.